# Saint-Avé
Saint-Avé, Bretons: Sant-Teve, is een Franse gemeente in het departement Morbihan in Bretagne. De gemeente telde 12.173 inwoners op 1 januari 2022. Hiermee is het na Vannes de gemeente met de meeste inwoners van het arrondissement Vannes.

## Geschiedenis
Tijdens het ancien régime lagen er een twintigtal heerlijkheden op het grondgebied van de huidige gemeente. Saint-Avé werd in 1790 opgericht als gemeente. Saint-Avé was een landelijke gemeente met graan- en bloemmolens als belangrijkste nijverheidsactiviteit. In 1860 kwam er een baksteenfabriek, de Briqueterie Gohaud, die haar deuren sloot in 1956.

## Bezienswaardigheden
Het kerkelijk erfgoed bestaat uit de historische kapellen Chapelle Notre-Dame du Loc (15e eeuw) en Chapelle Saint-Michel (16e eeuw) en de dorpskerk Église Saint-Gervais (1830-1834). De Belvédère de Kérozer is een voormalige windmolen die in het begin van de 20e eeuw werd omgebouwd tot uitkijktoren.

### Galerij

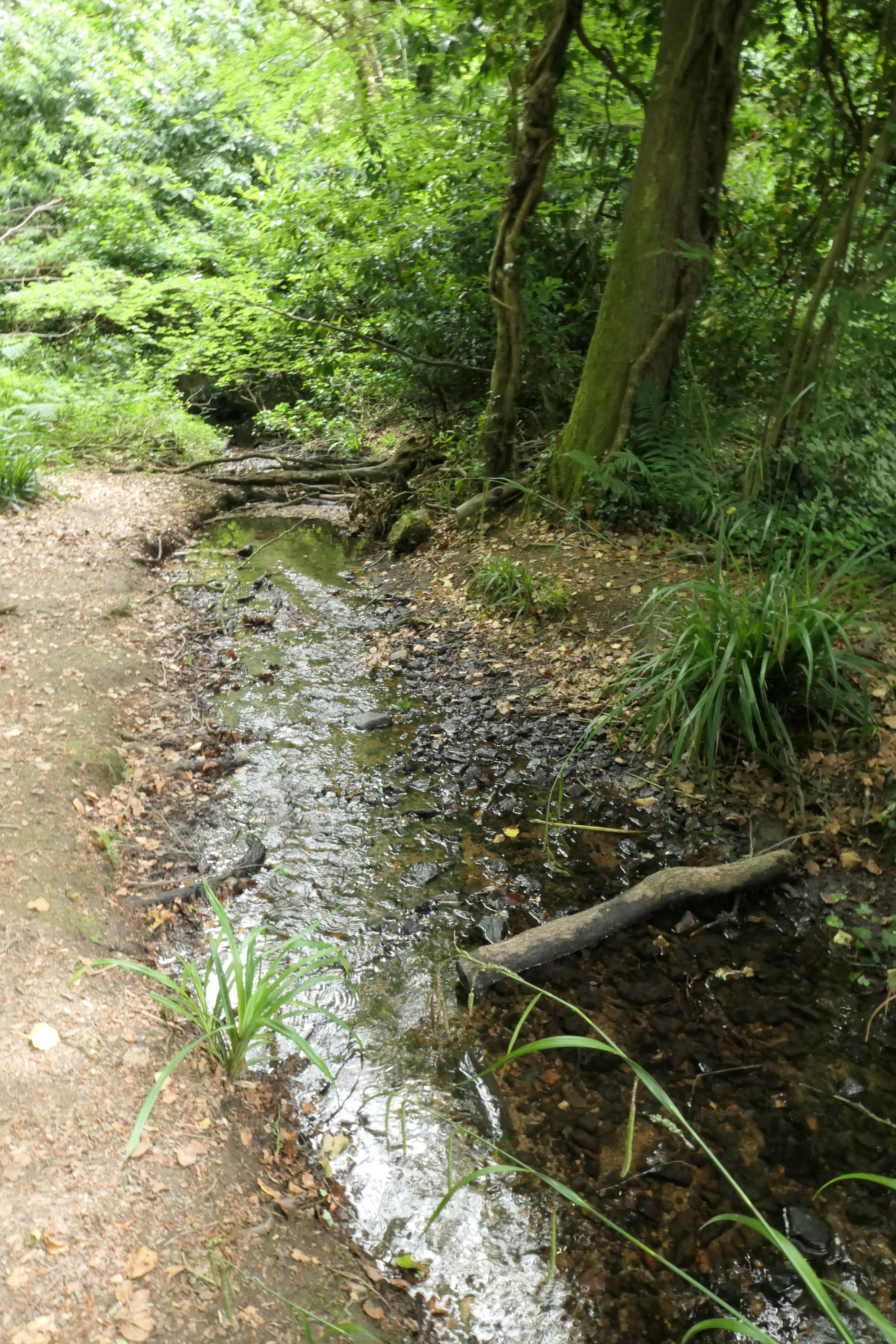
Bois de Kerozer
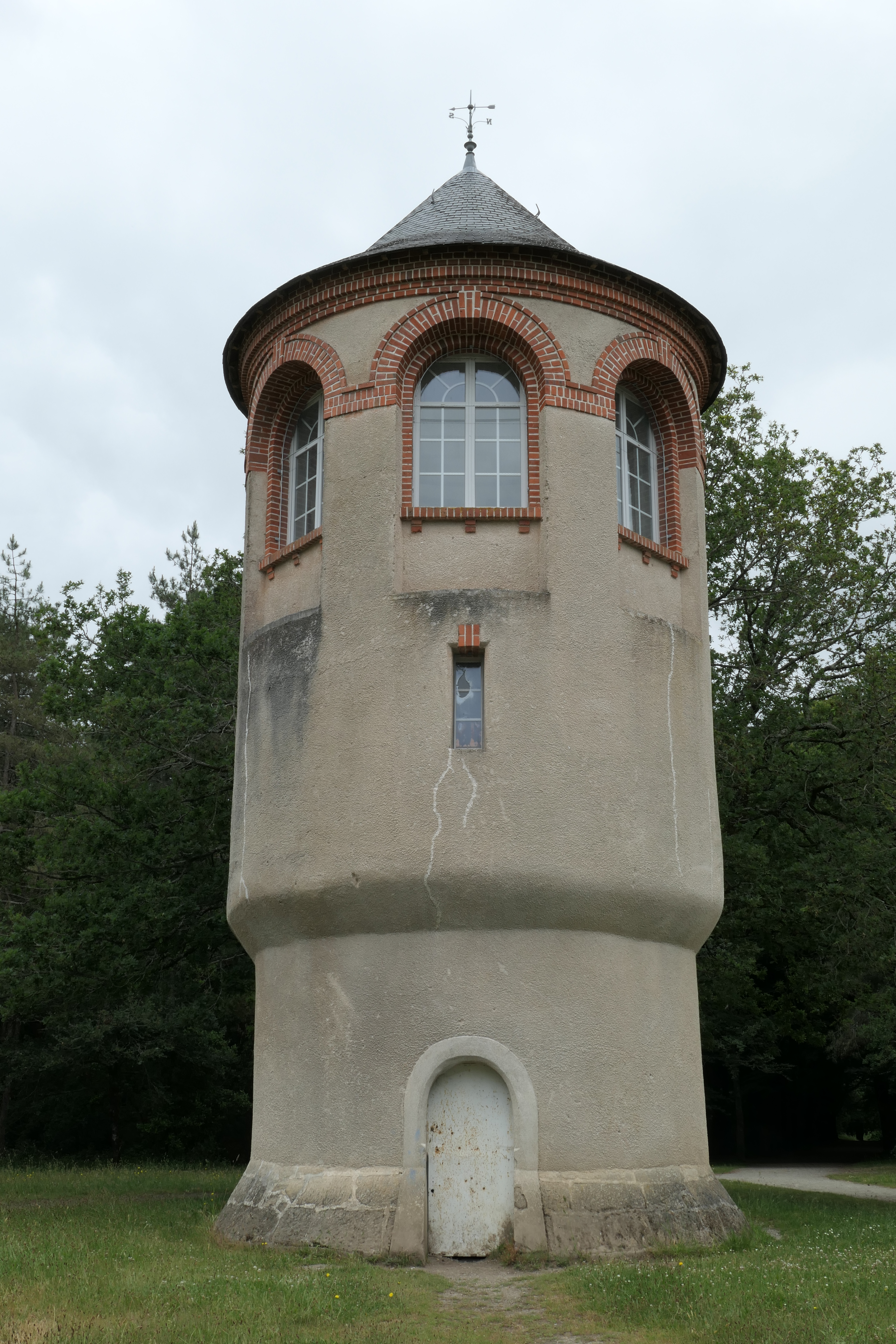
Belvédère de Kérozer
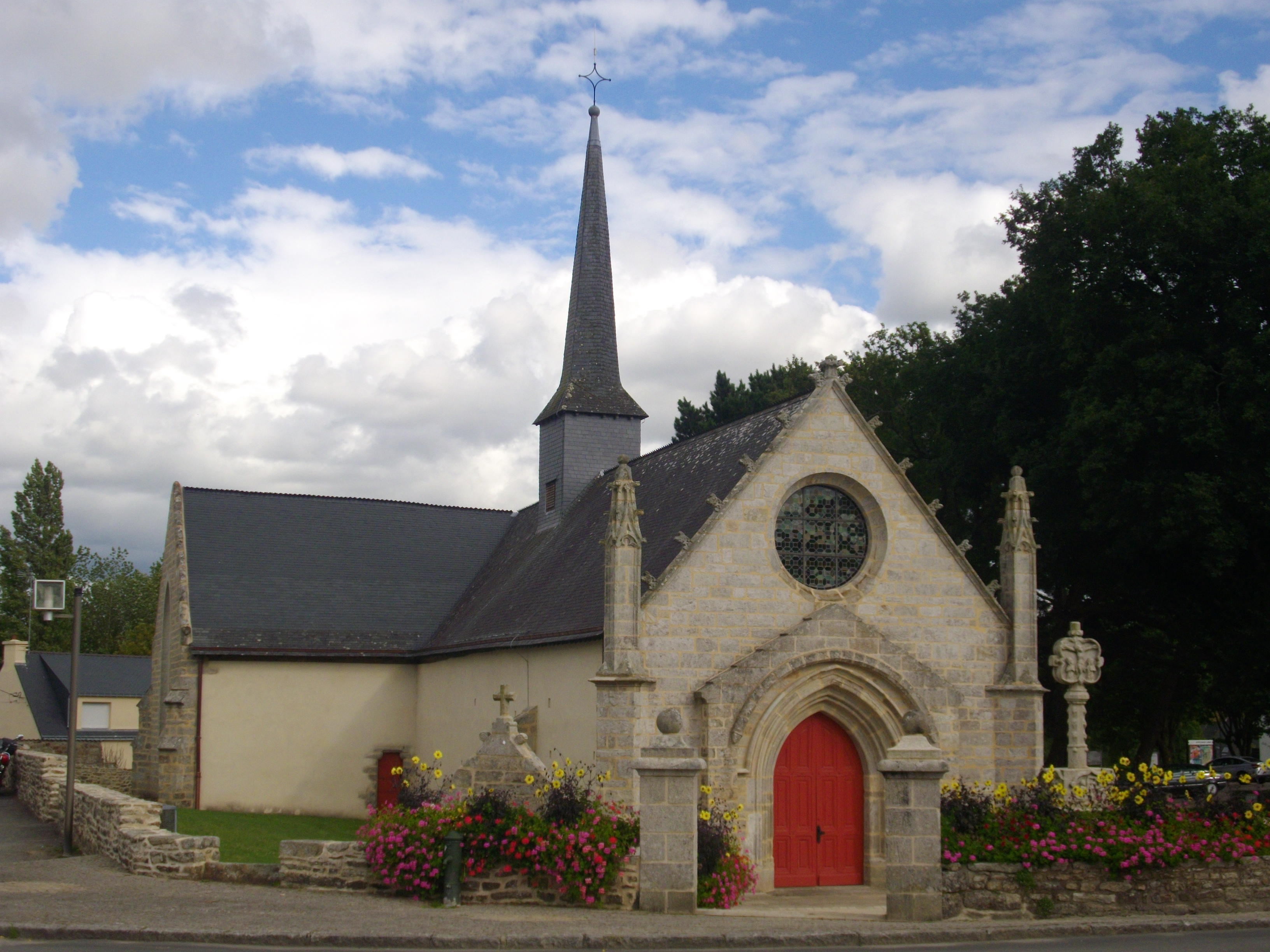
Chapelle Notre-Dame du Loc
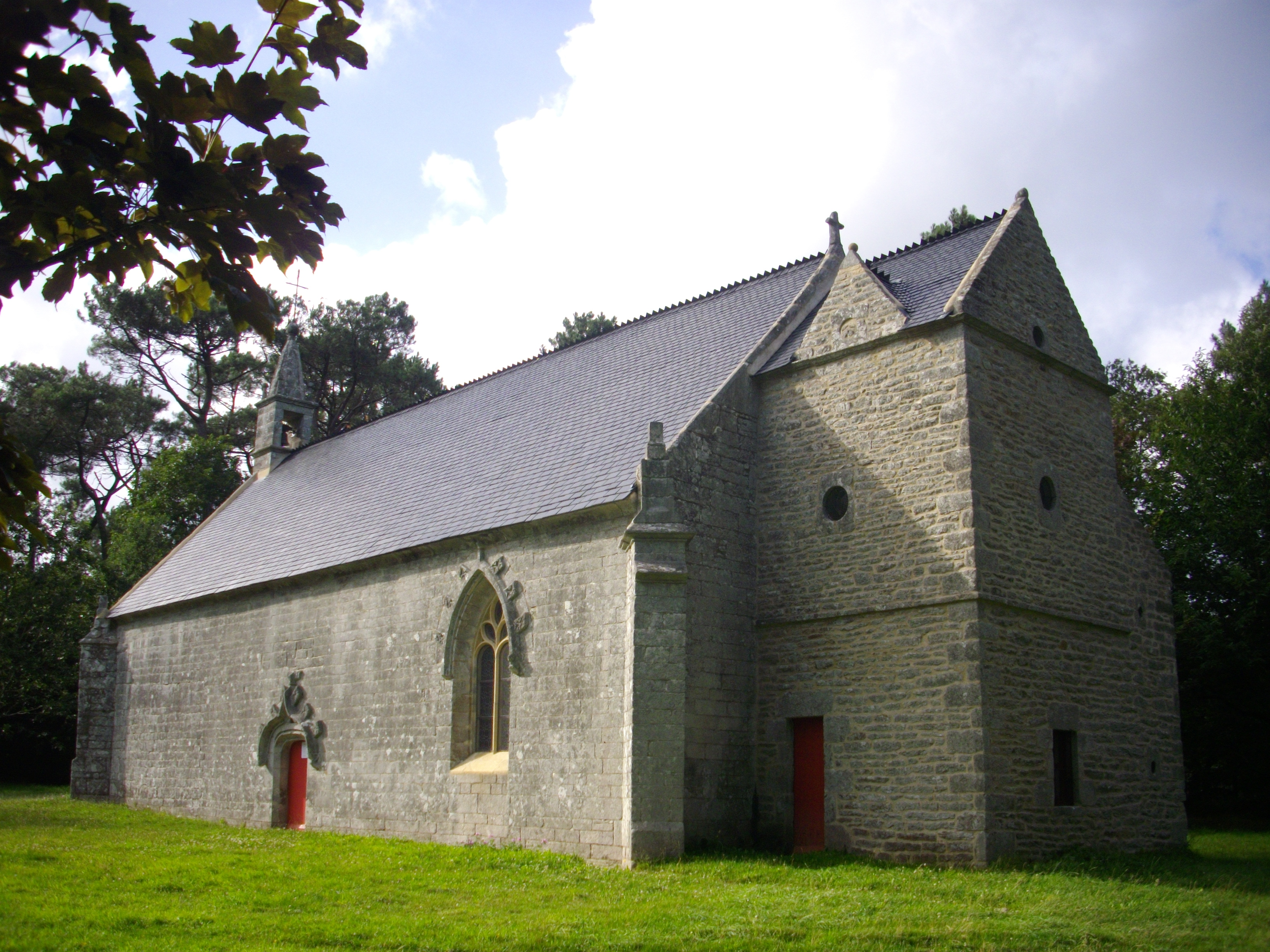
Chapelle Saint-Michel
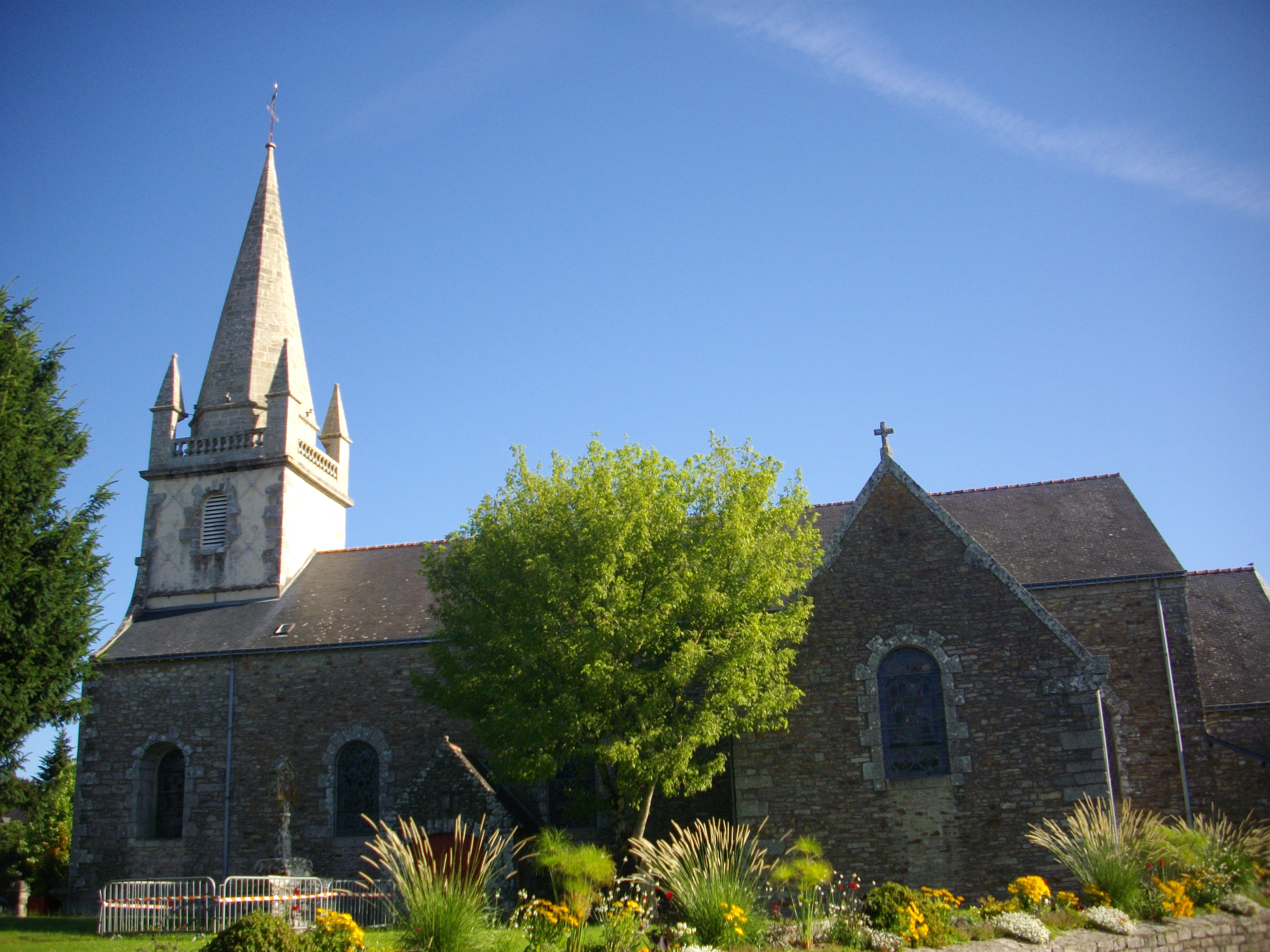
Église Saint-Gervais
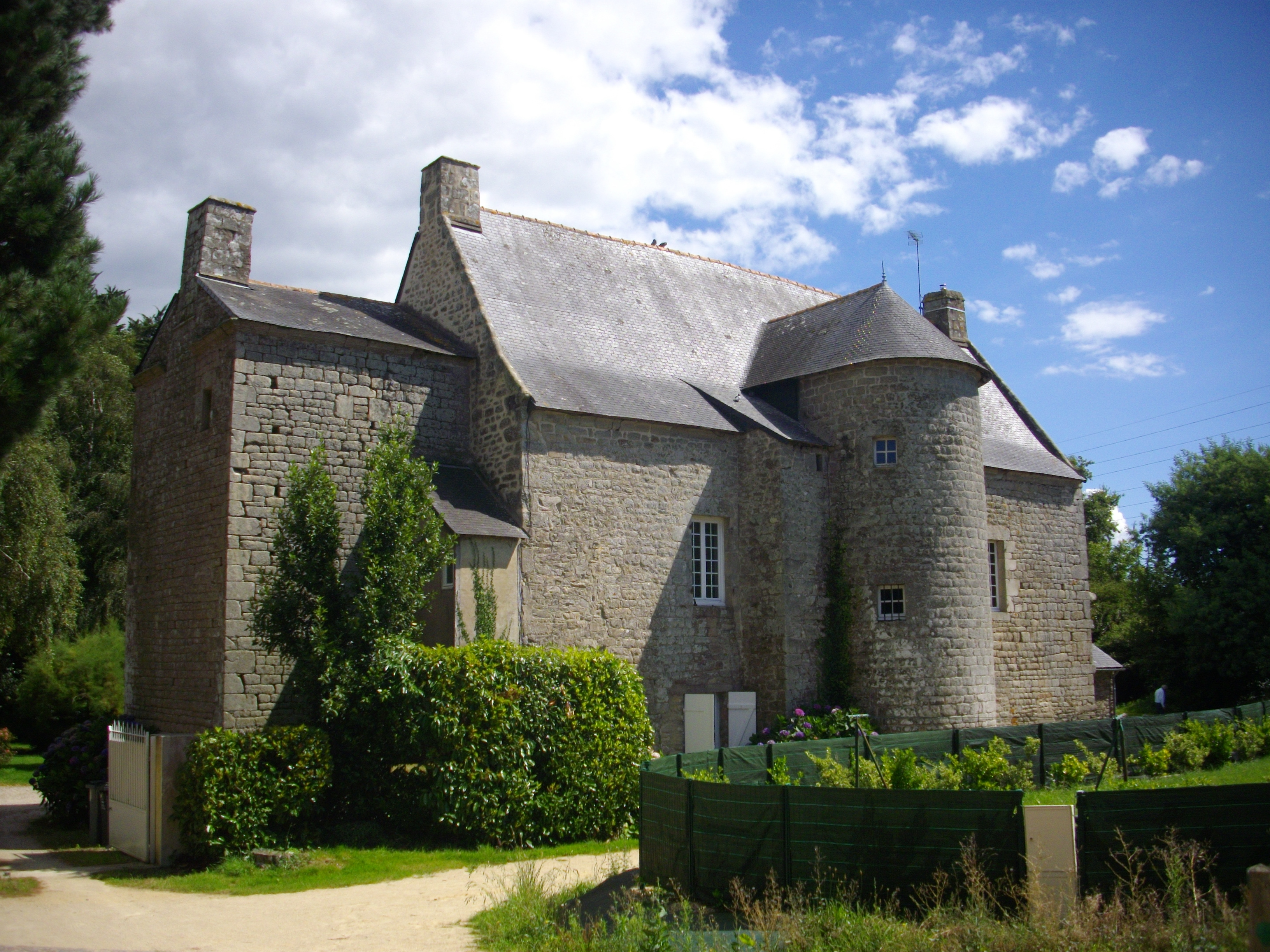
Manoir de Coëtdigo

## Geografie
De oppervlakte van Saint-Avé bedroeg op 1 januari 2022 26,09 vierkante kilometer; de bevolkingsdichtheid was toen 466,6 inwoners per km².
De gemeente ligt ten noorden van Vannes en de Golf van Morbihan. Het Bois de Kerozer is een bosgebied van 24 ha.
De onderstaande kaart toont de ligging van Saint-Avé met de belangrijkste infrastructuur en aangrenzende gemeenten.

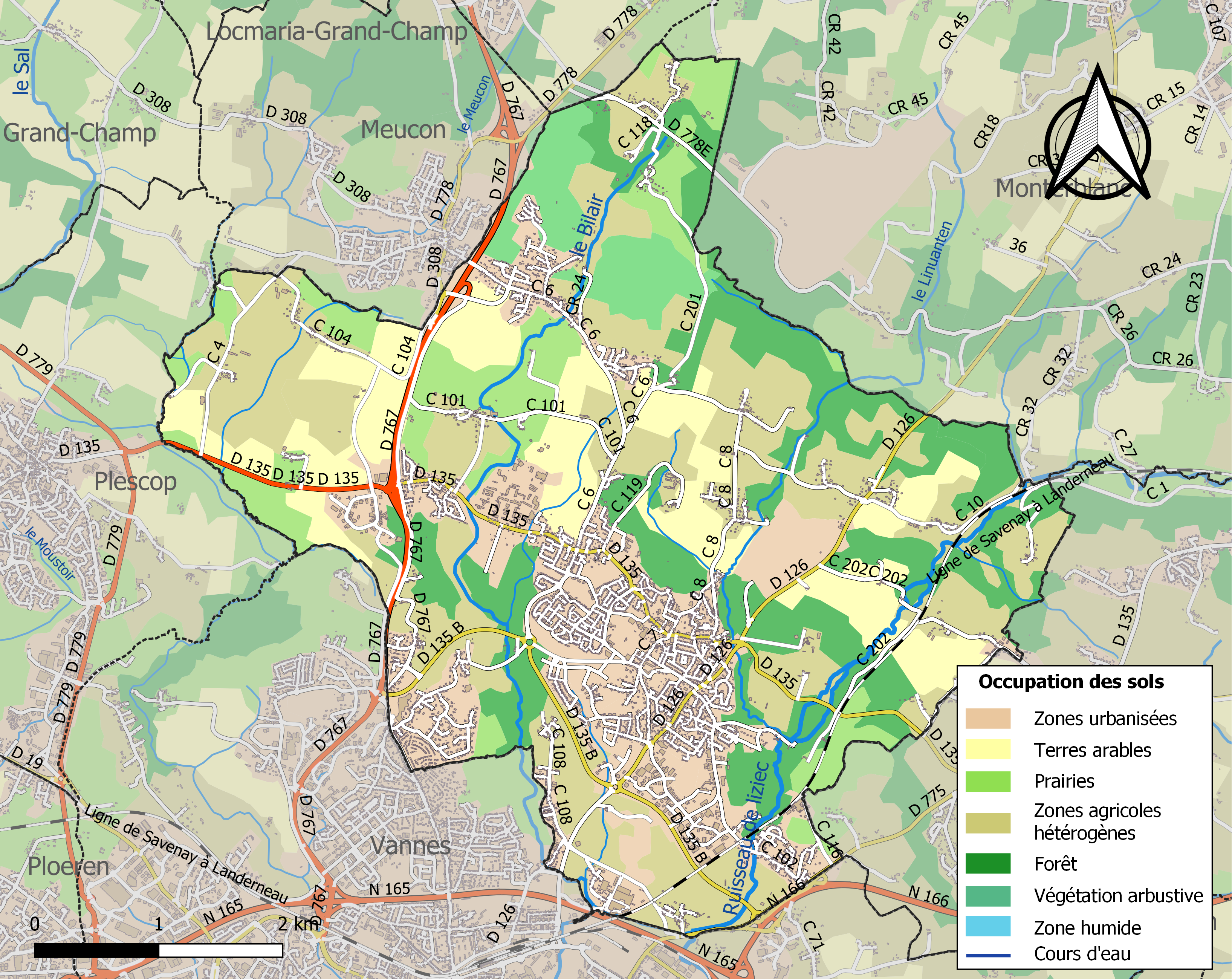

## Demografie
Onderstaande figuur toont het verloop van het inwonertal, bron: INSEE-tellingen. 